# Gangapipara
Gangapipara – gaun wikas samiti w środkowej części Nepalu  w strefie Narajani w dystrykcie Rautahat. Według nepalskiego spisu powszechnego z 2001 roku liczył on 572 gospodarstw domowych i 3230 mieszkańców (1522 kobiet i 1708 mężczyzn).